# Семёно-Александровское сельское поселение
Семёно-Алекса́ндровское се́льское поселе́ние — муниципальное образование в Бобровском районе Воронежской области России.
Административный центр — село Семёно-Александровка.

## Население
| 2000  | 2005  | 2010  | 2012  | 2013  | 2014  | 2015  | 2016  | 2017  |
| ----- | ----- | ----- | ----- | ----- | ----- | ----- | ----- | ----- |
| 2124  | ↘1994 | ↘1780 | ↘1762 | ↗1766 | ↘1746 | ↗1787 | ↗1884 | ↗1902 |
| 2018  | 2019  | 2020  | 2021  |       |       |       |       |       |
| ↘1867 | ↘1802 | ↗1803 | ↘1797 |       |       |       |       |       |

## Административное деление
Состав поселения:
- село Семёно-Александровка,
- поселок Заводской,
- село Павловка.